# Бутківський терасний парк
Бутківський терасний парк— комплексна пам'ятка природи місцевого значення.

## Розташування
Місце розташування: Старобільський район, с. Бутківка, в межах Старобільського лісництва Старобільського ДЛМГ та Старобільського психоневрологічного інтернату. Загальна площа — 5 га.

## Історія
Комплексна пам'ятка природи отримала статус згідно з рішенням виконкому Ворошиловградської обласної ради народних депутатів № 7/23 від 17 квітня 2003 року.

## Мета
Зберігає лісопарковий масив, створений наприкінці 19-початку 20 ст. Я. В. Бутковим — лісівником і лісомеліоратором — на штучно терасованих крейдових схилах правого корінного берега р. Айдар. Агроном Бутков цікавився ідеями ґрунтознавця В. В. Докучаєва, проводив експерименти з терасування крейдових схилів та створення на них лісових і паркових насаджень на крейдовій горі, розташованій на правому березі р. Айдар. Тераси будувались на відстані 6-8 м одна від одної, при цьому робили уступи 3-4 м завширшки, котрі заповнювали чорноземом. Землю витримували 1-2 роки під паром, після чого висаджували дерева та чагарники. (дуб, клени, горіх волоський, аморфу, жимолость татарську, плодові дерева). На відкосах висівали кормові трави (люцерну, еспарцет, кострець).

## Флора
Ліс складається з деревних порід: дубу звичайного, горіху, ясену зеленого, кленів татарського і польового, жимолості і плодових дерев. Трав'яний покрив утворений осокою і очеретом, ожиною сизою, підмаренником чіпким, люцерною, експарцетом, кострецем тощо.

## Фауна
Тваринний світ Бутківського терасного парку представлений птахами і ссавцями: лисиця звичайна, заєць-русак, свиня дика, чирок-тріскунок, качка сіра, соловейко, дрізд тощо.

## Галерея

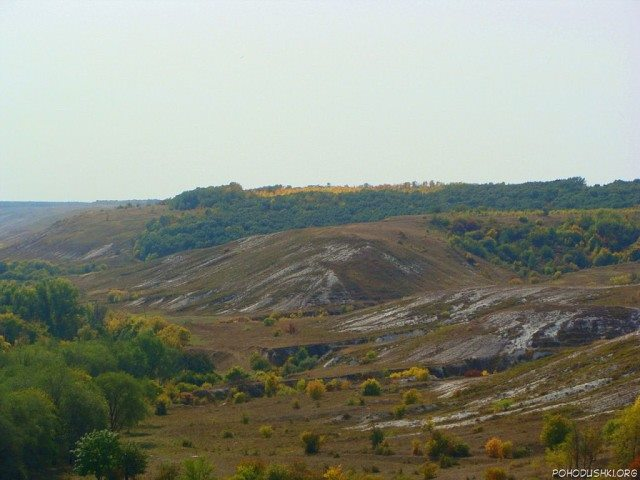
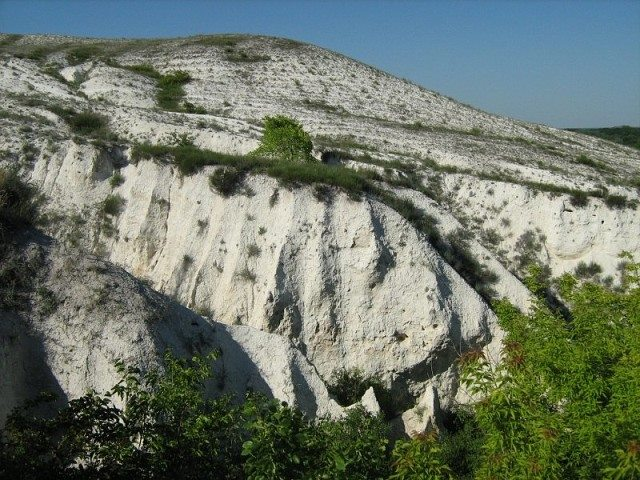
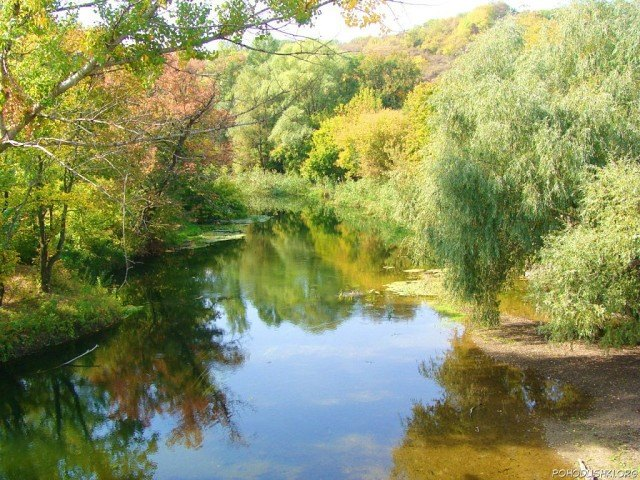
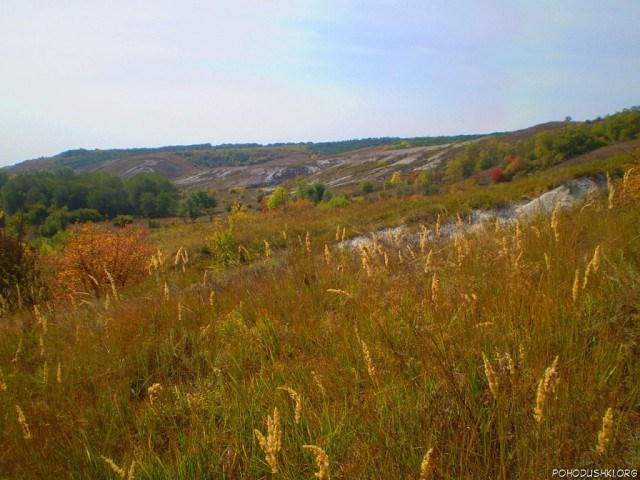